# Hebat

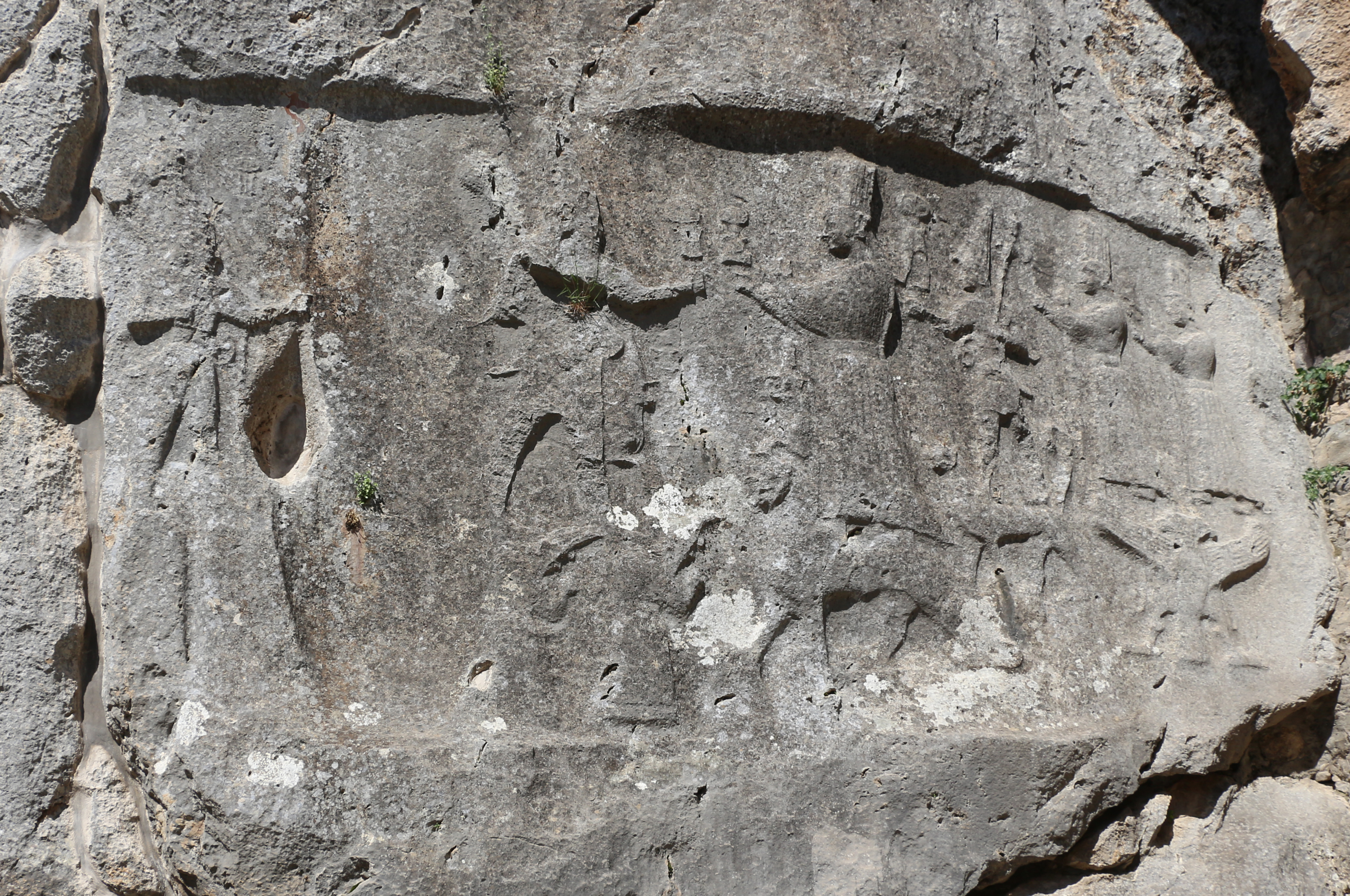
La rencontre de la procession des dieux menés par le Dieu de l'Orage du Hatti/Teshub (à gauche) et la procession des déesses menées par la Déesse-Soleil d'Arinna/Hebat (à droite). Bas-relief de la Chambre A de Yazılıkaya.

Hebat est une déesse hourrite, parèdre du grand dieu de l'Orage Teshub.
Hebat est identifiée à la déesse-soleil d'Arinna en pays hittite. Son animal est le lion, comme la déesse mésopotamienne Inanna/Ishtar. De son union avec Teshub, elle a eu un fils, Sharruma. 
On la retrouve au début du premier millénaire en Urartu sous le nom de Huba, et à l'époque hellénistique dans certaines régions d'Anatolie où elle est appelée Hipta.